# Llista de topònims de Solsona
Llista de topònims (noms propis de lloc) del municipi de Solsona, al Solsonès
Informació actualitzada per un bot. Els canvis manuals es perdran quan s'actualitzi!

## casa
| imatge | Nom                   | Ubicat a | instància de | Detalls                                                               | coordenades                                                                                                  | Protecció                   | Commons (més fotos)        | Dades a WD                    |
| ------ | --------------------- | -------- | ------------ | --------------------------------------------------------------------- | --- | --------------------------- | -------------------------- | ----------------------------- |
|        | Ca l'Adroguer Nou     | Solsona  | casa         | 16th century                                                          | 41° 59′ 41″ N, 1° 31′ 06″ E / 41.994826°N,1.518402°E ca:C. de les Terceries - c. de Sant Nicolau 670 msnm    | bé cultural d'interès local | Ca l'Adroguer Nou          | Modifica les dades a Wikidata |
|        | Ca la Llucianeta      | Solsona  | casa         |                                                                       | 41° 59′ 38″ N, 1° 31′ 03″ E / 41.993951°N,1.517551°E ca:Carrer de Llobera, 13-15-17 673 msnm                 | bé cultural d'interès local | Ca la Llucianeta (Solsona) | Modifica les dades a Wikidata |
|        | Ca les Caterines      | Solsona  | casa         |                                                                       | 41° 59′ 37″ N, 1° 30′ 58″ E / 41.993564°N,1.516174°E ca:Carrer de Llobera, 53 673 msnm                       | bé cultural d'interès local | Ca les Caterines           | Modifica les dades a Wikidata |
|        | Cal Cabanes           | Solsona  | casa         | Estil: arquitectura barroca arquitectura popular 16th century         | 41° 59′ 41″ N, 1° 31′ 04″ E / 41.9948°N,1.51778°E ca:Plaça de Sant Joan, 1 674 msnm                          | bé cultural d'interès local | Cal Cabanes (Solsona)      | Modifica les dades a Wikidata |
|        | Cal Canal             | Solsona  | casa         | 18th century                                                          | 41° 59′ 40″ N, 1° 30′ 58″ E / 41.994433°N,1.516206°E ca:Carrer del Castell, 37 680 msnm                      | bé cultural d'interès local | Cal Canal (Solsona)        | Modifica les dades a Wikidata |
|        | Cal Carreres          | Solsona  | casa         | 18th century                                                          | 41° 59′ 46″ N, 1° 31′ 04″ E / 41.996008°N,1.517823°E ca:Plaça de Sant Roc, 3 665 msnm                        | bé cultural d'interès local | Cal Carreras               | Modifica les dades a Wikidata |
|        | Cal Clarà             | Solsona  | casa         |                                                                       | 41° 59′ 38″ N, 1° 31′ 05″ E / 41.994003°N,1.518081°E ca:Carrer de Llobera, 5 673 msnm                        | bé cultural d'interès local | Cal Clarà (Solsona)        | Modifica les dades a Wikidata |
|        | Cal Costes            | Solsona  | casa         |                                                                       | 41° 59′ 53″ N, 1° 31′ 02″ E / 41.9980029424025°N,1.51713080732725°E 668 msnm                                 |                             |                            | Modifica les dades a Wikidata |
|        | Cal Font              | Solsona  | casa         |                                                                       | 41° 59′ 38″ N, 1° 31′ 01″ E / 41.993871°N,1.516934°E ca:C. Llobera, 31 673 msnm                              | bé cultural d'interès local | Cal Font (Solsona)         | Modifica les dades a Wikidata |
|        | Cal Galtanegra        | Solsona  | casa         |                                                                       | 41° 59′ 39″ N, 1° 31′ 05″ E / 41.994042°N,1.518149°E ca:Carrer de Llobera, 3 673 msnm                        | bé cultural d'interès local | Cal Galtanegra (Solsona)   | Modifica les dades a Wikidata |
|        | Cal Gilibets          | Solsona  | casa         |                                                                       | 41° 59′ 43″ N, 1° 31′ 09″ E / 41.995363°N,1.519106°E ca:Carrer dels Dominics, 15 663 msnm                    | bé cultural d'interès local | Cal Gilibets (Solsona)     | Modifica les dades a Wikidata |
|        | Cal Guitart           | Solsona  | casa         | 14th century                                                          | 41° 59′ 42″ N, 1° 31′ 05″ E / 41.995123°N,1.518133°E ca:Pl. Sant Salvador, 10 669 msnm                       | bé cultural d'interès local | Cal Guitart                | Modifica les dades a Wikidata |
|        | Cal Meliton           | Solsona  | casa         | 16th century                                                          | 41° 59′ 41″ N, 1° 31′ 10″ E / 41.994668°N,1.51939°E ca:Carrer de Sant Miquel, 15-17 664 msnm                 | bé cultural d'interès local | Cal Meliton                | Modifica les dades a Wikidata |
|        | Cal Membrilla         | Solsona  | casa         | Estil: arquitectura popular                                           | 41° 59′ 37″ N, 1° 30′ 59″ E / 41.993686°N,1.516368°E ca:Carrer de Llobera, 47 673 msnm                       | bé cultural d'interès local | Cal Membrilla              | Modifica les dades a Wikidata |
|        | Cal Molins            | Solsona  | casa         | Estil: arquitectura popular                                           | 41° 59′ 40″ N, 1° 31′ 02″ E / 41.99455°N,1.517175°E ca:Carrer del Castell, 19 680 msnm                       | bé cultural d'interès local | Cal Molins (Solsona)       | Modifica les dades a Wikidata |
|        | Cal Musiquet          | Solsona  | casa         |                                                                       | 41° 59′ 44″ N, 1° 31′ 07″ E / 41.995485°N,1.518511°E ca:C. Sant Llorenç, 30 665 msnm                         | bé cultural d'interès local | Cal Musiquet               | Modifica les dades a Wikidata |
|        | Cal Novelles          | Solsona  | casa         | Estil: arquitectura popular 14th century                              | 41° 59′ 37″ N, 1° 30′ 58″ E / 41.993617°N,1.516234°E ca:Carrer de Llobera, 51 673 msnm                       | bé cultural d'interès local | Cal Novelles               | Modifica les dades a Wikidata |
|        | Cal Passada           | Solsona  | casa         | Estil: arquitectura popular 16th century                              | 41° 59′ 40″ N, 1° 31′ 04″ E / 41.994448°N,1.517708°E ca:C. Castell, 11 675 msnm                              | bé cultural d'interès local | Cal Passada                | Modifica les dades a Wikidata |
|        | Cal Pau Marussella    | Solsona  | casa         |                                                                       | 41° 59′ 44″ N, 1° 31′ 06″ E / 41.995653°N,1.518375°E ca:C. Bassella - Sant Llorenç - Santa Llúcia 665 msnm   | bé cultural d'interès local | Cal Pau Marussella         | Modifica les dades a Wikidata |
|        | Cal Puigpinós         | Solsona  | casa         | Estil: arquitectura popular 14th century                              | 41° 59′ 37″ N, 1° 30′ 59″ E / 41.993653°N,1.516269°E ca:C. Llobera, 49 672 msnm                              | bé cultural d'interès local | Cal Puigpinós (Solsona)    | Modifica les dades a Wikidata |
|        | Cal Riart             | Solsona  | casa         | 16th century                                                          | 41° 59′ 40″ N, 1° 31′ 08″ E / 41.994499°N,1.518809°E ca:Carrer de Sant Miquel, 5 669 msnm                    | bé cultural d'interès local | Cal Riart                  | Modifica les dades a Wikidata |
|        | Cal Sampare           | Solsona  | casa         | Estil: arquitectura gòtica                                            | 41° 59′ 43″ N, 1° 31′ 06″ E / 41.99516°N,1.5183°E                                                            | bé cultural d'interès local |                            | Modifica les dades a Wikidata |
|        | Cal Santantoni        | Solsona  | casa         | Estil: arquitectura popular 16th century                              | 41° 59′ 41″ N, 1° 31′ 02″ E / 41.994639°N,1.517312°E ca:C. Castell, 18 678 msnm                              | bé cultural d'interès local | Cal Santantoni             | Modifica les dades a Wikidata |
|        | Casa Aguilar          | Solsona  | casa         | Estil: arquitectura gòtica historicisme arquitectònic 15th century    | 41° 59′ 39″ N, 1° 31′ 06″ E / 41.9943°N,1.51839°E ca:Plaça Major, 5 673 msnm                                 | bé cultural d'interès local | Casa Aguilar (Solsona)     | Modifica les dades a Wikidata |
|        | Casa del Metge Baixes | Solsona  | casa         | Estil: arquitectura neoclàssica 18th century                          | 41° 59′ 40″ N, 1° 31′ 07″ E / 41.9945°N,1.51867°E ca:Carrer de Sant Miquel, 1 672 msnm                       | bé cultural d'interès local | Casa del Metge Baixes      | Modifica les dades a Wikidata |
|        | Casa dels Rovira      | Solsona  | casa         | Estil: arquitectura barroca arquitectura del Renaixement 16th century | 41° 59′ 38″ N, 1° 31′ 04″ E / 41.994°N,1.51783°E ca:Carrer de Llobera, 9 673 msnm                            | bé cultural d'interès local | Casa dels Rovira (Solsona) | Modifica les dades a Wikidata |
|        | Farmàcia Pallarès     | Solsona  | casa         | 15th century                                                          | 41° 59′ 40″ N, 1° 31′ 03″ E / 41.994501°N,1.51746°E ca:C. Castell, 15 ca:C. Sant Josep Calassanç, 9 678 msnm | bé cultural d'interès local | Farmàcia Pallarès          | Modifica les dades a Wikidata |
|        | cabana d'en Geli      | Solsona  | casa         |                                                                       | 41° 59′ 55″ N, 1° 31′ 13″ E / 41.998612°N,1.520168°E ca:Ctra. Sant Llorenç, 35 659 msnm                      | bé cultural d'interès local | Cabana d'en Geli           | Modifica les dades a Wikidata |
|        | la Freixera           | Solsona  | casa         |                                                                       | 41° 59′ 45″ N, 1° 31′ 05″ E / 41.99594°N,1.518163°E ca:C. Sant Llorenç, 46 B 664 msnm                        | bé cultural d'interès local | La Freixera (Solsona)      | Modifica les dades a Wikidata |

## casa consistorial
| imatge | Nom                    | Ubicat a | instància de      | Detalls                                                              | coordenades                                                                                                 | Protecció                   | Commons (més fotos)         | Dades a WD                    |
| ------ | ---------------------- | -------- | ----------------- | -------------------------------------------------------------------- | --- | --------------------------- | --------------------------- | ----------------------------- |
|        | Casa de la Ciutat      | Solsona  | casa consistorial | Estil: arquitectura gòtica arquitectura del Renaixement 15th century | 41° 59′ 41″ N, 1° 31′ 01″ E / 41.9946°N,1.51707°E ca:Carrer del Castell, 20 680 msnm                        | bé cultural d'interès local | Casa de la Ciutat (Solsona) | Modifica les dades a Wikidata |
|        | casa de la vila d'Odèn | Solsona  | casa consistorial |                                                                      | 41° 59′ 49″ N, 1° 30′ 48″ E / 41.99691819687216°N,1.5132849911182118°E ca:C. Gaudí, 8 baixos. 25283 Solsona |                             |                             | Modifica les dades a Wikidata |

## curs d'aigua
| imatge | Nom                               | Ubicat a                                         | instància de | Detalls                                                                         | coordenades | Protecció | Commons (més fotos)     | Dades a WD                    |
| ------ | --------------------------------- | ------------------------------------------------ | ------------ | ------------------------------------------------------------------------------- | --- | --------- | ----------------------- | ----------------------------- |
|        | Barranc de Cor-de-roure           | Solsona Olius                                    | curs d'aigua | Desemboca: riu Negre Llarg: 3.49km Conca: 267ha                                 | 41° 58′ 29″ N, 1° 29′ 32″ E / 41.974668888888885°N,1.492343888888889°E 41° 58′ 37″ N, 1° 31′ 48″ E / 41.97697805555555°N,1.5301288888888889°E  |           | Barranc de Cor-de-roure | Modifica les dades a Wikidata |
|        | Barranc de Pallarès               | Solsona Olius Lladurs                            | curs d'aigua | Desemboca: riu Negre Llarg: 5.41km Conca: 1049ha Anomenat per: Pallarès de Dalt | 42° 00′ 58″ N, 1° 27′ 59″ E / 42.01624°N,1.4663630555555556°E 41° 59′ 47″ N, 1° 31′ 10″ E / 41.99646°N,1.5193880555555557°E                    |           |                         | Modifica les dades a Wikidata |
|        | Barranc de Ribalta                | Solsona Olius                                    | curs d'aigua | Desemboca: riu Negre Llarg: 5.55km Conca: 6.42km²                               | 41° 59′ 41″ N, 1° 28′ 19″ E / 41.99462°N,1.472048888888889°E 41° 59′ 02″ N, 1° 31′ 40″ E / 41.98379805555555°N,1.5278119444444445°E            |           | Barranc de Ribalta      | Modifica les dades a Wikidata |
|        | Ribera del Llissó                 | Solsona Olius                                    | curs d'aigua | Desemboca: Cardener Llarg: 5.05km Conca: 8.98km²                                | 42° 00′ 27″ N, 1° 31′ 31″ E / 42.00742°N,1.5252619444444444°E 42° 00′ 05″ N, 1° 34′ 18″ E / 42.00130694444445°N,1.5717219444444446°E           |           |                         | Modifica les dades a Wikidata |
|        | la Rasa (Barranc de Cor-de-roure) | Solsona                                          | curs d'aigua | Desemboca: Barranc de Cor-de-roure Llarg: 0.66km Conca: 41ha                    | 41° 58′ 41″ N, 1° 30′ 49″ E / 41.978075°N,1.5135261111111111°E 41° 58′ 32″ N, 1° 31′ 08″ E / 41.97563°N,1.5187661111111113°E                   |           |                         | Modifica les dades a Wikidata |
|        | rasa de Cal Grill                 | Solsona                                          | curs d'aigua | Desemboca: riu Negre Llarg: 1.7km Conca: 89ha                                   | 42° 00′ 57″ N, 1° 31′ 34″ E / 42.015785°N,1.526126111111111°E 42° 00′ 13″ N, 1° 30′ 54″ E / 42.00374305555555°N,1.5149019444444445°E           |           |                         | Modifica les dades a Wikidata |
|        | rasa de Comajuncosa               | Solsona                                          | curs d'aigua | Desemboca: Ribera del Llissó Llarg: 2.28km Conca: 144.23ha                      | 42° 00′ 36″ N, 1° 31′ 45″ E / 42.010131944444446°N,1.529148888888889°E 42° 00′ 05″ N, 1° 33′ 02″ E / 42.001308888888886°N,1.5506880555555556°E |           |                         | Modifica les dades a Wikidata |
|        | rasa de Masnou                    | Solsona                                          | curs d'aigua | Desemboca: Barranc de Pallarès Llarg: 3.9km Conca: 231.07ha                     | 41° 59′ 48″ N, 1° 28′ 10″ E / 41.99657°N,1.469395°E 42° 00′ 04″ N, 1° 30′ 10″ E / 42.00106°N,1.5028961111111112°E                              |           | Rasa de Masnou          | Modifica les dades a Wikidata |
|        | rasa de Rotgers                   | Lladurs Solsona                                  | curs d'aigua | Desemboca: riu Negre Llarg: 2.25km Conca: 147ha Anomenat per: Rotgers           | 42° 01′ 25″ N, 1° 31′ 23″ E / 42.023606111111114°N,1.5229438888888889°E 42° 00′ 24″ N, 1° 30′ 48″ E / 42.00670194444445°N,1.5132219444444446°E |           |                         | Modifica les dades a Wikidata |
|        | rasa de les Comes                 | Solsona                                          | curs d'aigua | Desemboca: riu Negre Llarg: 1.5km Conca: 69.35ha                                | 41° 59′ 24″ N, 1° 32′ 17″ E / 41.990076944444446°N,1.5381638888888889°E 41° 58′ 56″ N, 1° 31′ 52″ E / 41.98213888888889°N,1.531175°E           |           |                         | Modifica les dades a Wikidata |
|        | riu Negre                         | Solsona Riner Lladurs Clariana de Cardener Olius | curs d'aigua | Desemboca: Cardener Llarg: 26.3km Conca: 108.28km²                              | 42° 02′ 43″ N, 1° 29′ 17″ E / 42.04524305555555°N,1.4879669444444446°E 41° 55′ 49″ N, 1° 38′ 03″ E / 41.93026388888889°N,1.6342619444444444°E  |           | Riu Negre (Solsonès)    | Modifica les dades a Wikidata |
|        | torrent de Cal Sastre             | Olius Solsona                                    | curs d'aigua | Desemboca: Barranc de Ribalta Llarg: 2.12km Conca: 155.5ha                      | 41° 58′ 45″ N, 1° 29′ 02″ E / 41.97920888888889°N,1.4838419444444444°E 41° 59′ 10″ N, 1° 30′ 14″ E / 41.986038055555554°N,1.5039788888888888°E |           | Torrent de Cal Sastre   | Modifica les dades a Wikidata |

## edifici
| imatge | Nom                       | Ubicat a | instància de | Detalls                                                                                      | coordenades                                                                           | Protecció                                  | Commons (més fotos)        | Dades a WD                    |
| ------ | ------------------------- | -------- | ------------ | -------------------------------------------------------------------------------------------- | ------------------------------------------------------------------------------------- | ------------------------------------------ | -------------------------- | ----------------------------- |
|        | Glorieta de la Vil·la Riu | Solsona  | edifici      | Estil: arquitectura modernista 20th century                                                  | 41° 59′ 29″ N, 1° 31′ 05″ E / 41.9913°N,1.518°E ca:Passatge de Vil·la Riu, 1 685 msnm | bé cultural d'interès local                | Glorieta de la Vil·la Riu  | Modifica les dades a Wikidata |
|        | Hospital de Solsona       | Solsona  | edifici      | 17th century                                                                                 | 41° 59′ 35″ N, 1° 30′ 57″ E / 41.99316°N,1.5159°E ca:Pl. Antoni Guitart, 2 672 msnm   | bé cultural d'interès local                | Hospital de Solsona        | Modifica les dades a Wikidata |
|        | Hotel Sant Roc            | Solsona  | edifici      | Arquitecte: Ignasi Oms i Ponsa Bernardí Martorell i Puig Estil: arquitectura modernista 1929 | 41° 59′ 46″ N, 1° 31′ 02″ E / 41.9962°N,1.51713°E ca:Plaça de Sant Roc 663 msnm       | bé cultural d'interès local                | Hotel Sant Roc             | Modifica les dades a Wikidata |
|        | Palau Llobera             | Solsona  | edifici      | Estil: gòtic tardà arquitectura del Renaixement 15th century                                 | 41° 59′ 44″ N, 1° 31′ 09″ E / 41.9956°N,1.51917°E ca:Carrer dels Dominics 663 msnm    | bé cultural d'interès local                | Palau Llobera (Solsona)    | Modifica les dades a Wikidata |
|        | Seminari Diocesà          | Solsona  | edifici      | Estil: historicisme arquitectònic 19th century                                               | 41° 59′ 30″ N, 1° 31′ 02″ E / 41.9916°N,1.51716°E ca:Pujada del Seminari 680 msnm     | bé integrant del patrimoni cultural català | Seminari Diocesà (Solsona) | Modifica les dades a Wikidata |
|        | els Escolapis             | Solsona  | edifici      | Estil: arquitectura del Renaixement 18th century Estat: enderrocat o destruït                | ca:C. Sant Pau                                                                        | bé integrant del patrimoni cultural català |                            | Modifica les dades a Wikidata |
|        | les Monges                | Solsona  | edifici      | Estil: arquitectura popular 18th century                                                     | 41° 59′ 38″ N, 1° 30′ 56″ E / 41.994°N,1.51545°E ca:Plaça del Camp 678 msnm           | bé cultural d'interès local                | Les Monges (Solsona)       | Modifica les dades a Wikidata |

## església
| imatge | Nom                      | Ubicat a  | instància de     | Detalls                                                           | coordenades                                                                                            | Protecció                   | Commons (més fotos)        | Dades a WD                    |
| ------ | ------------------------ | --------- | ---------------- | ----------------------------------------------------------------- | --- | --------------------------- | -------------------------- | ----------------------------- |
|        | Sant Pere Màrtir         | Solsona   | església ermita  | Estil: arquitectura neoclàssica arquitectura popular 17th century | 42° 00′ 06″ N, 1° 30′ 07″ E / 42.0018°N,1.50201°E ca:Carretera de Bassella C-26, km 102,5 688 msnm     | bé cultural d'interès local | Sant Pere Màrtir (Solsona) | Modifica les dades a Wikidata |
|        | Santa Llúcia de Solsona  | Solsona   | església         | 13rd century                                                      | 41° 58′ 51″ N, 1° 32′ 41″ E / 41.980697°N,1.544752°E ca:Mas Trinitat, Partida de Santa Llúcia 694 msnm | bé cultural d'interès local | Santa Llúcia de Solsona    | Modifica les dades a Wikidata |
|        | Santa Maria de Casalets  | Solsona   | església capella | Estil: arquitectura romànica 11st century                         | 41° 59′ 48″ N, 1° 30′ 57″ E / 41.9967°N,1.51585°E ca:Carretera de Bassella, 36 666 msnm                | bé cultural d'interès local | Santa Maria de Casalets    | Modifica les dades a Wikidata |
|        | capella de Sant Bernat   | Cal Llarg | església         | Estil: arquitectura popular arquitectura neoclàssica 18th century | 41° 58′ 47″ N, 1° 30′ 14″ E / 41.9798°N,1.50392°E ca:Carretera LV-3005, km 26 709 msnm                 | bé cultural d'interès local | Sant Bernat de Solsona     | Modifica les dades a Wikidata |
|        | església de Sant Honorat | Solsona   | església         | Estil: arquitectura romànica 11st century                         | 42° 00′ 06″ N, 1° 31′ 40″ E / 42.0017°N,1.52783°E ca:Carretera Solsona - Sant Llorenç 664 msnm         | bé cultural d'interès local | Església de Sant Honorat   | Modifica les dades a Wikidata |

## font
| imatge | Nom                             | Ubicat a | instància de | Detalls                                                              | coordenades                                                                           | Protecció                   | Commons (més fotos)                       | Dades a WD                    |
| ------ | ------------------------------- | -------- | ------------ | -------------------------------------------------------------------- | ------------------------------------------------------------------------------------- | --------------------------- | ----------------------------------------- | ----------------------------- |
|        | Mare de la Font                 | Solsona  | font         |                                                                      | 42° 00′ 09″ N, 1° 30′ 07″ E / 42.002613°N,1.502064°E ca:Parc Mare de la Font 679 msnm |                             | Mare de la Font (Solsona)                 | Modifica les dades a Wikidata |
|        | font de Sant Isidre             | Solsona  | font         | Estil: arquitectura gòtica 15th century                              | 41° 59′ 39″ N, 1° 30′ 58″ E / 41.994187°N,1.515982°E ca:Pl. de Sant Isidre 676 msnm   | bé cultural d'interès local | Font de Sant Isidre (Solsona)             | Modifica les dades a Wikidata |
|        | font de la Mina                 | Solsona  | font         |                                                                      | 42° 00′ 01″ N, 1° 29′ 59″ E / 42.000328°N,1.499764°E 693 msnm                         |                             | Font de la Mina (Solsona)                 | Modifica les dades a Wikidata |
|        | font de la plaça de Sant Joan   | Solsona  | font         | 15th century                                                         | 41° 59′ 41″ N, 1° 31′ 03″ E / 41.99484722°N,1.51757278°E ca:Pl. de Sant Joan 674 msnm | bé cultural d'interès local | Font de la plaça de Sant Joan (Solsona)   | Modifica les dades a Wikidata |
|        | font de la plaça de la Catedral | Solsona  | font         | Estil: arquitectura gòtica arquitectura del Renaixement 15th century | 41° 59′ 40″ N, 1° 31′ 09″ E / 41.994405°N,1.519266°E ca:Plaça de la Catedral 666 msnm | bé cultural d'interès local | Font de la plaça de la Catedral (Solsona) | Modifica les dades a Wikidata |
|        | font del Molí dels Capellans    | Solsona  | font         |                                                                      | 41° 59′ 32″ N, 1° 31′ 23″ E / 41.99213611°N,1.52306667°E 648 msnm                     |                             | Font del Molí dels Capellans              | Modifica les dades a Wikidata |
|        | font dels Frares                | Solsona  | font         |                                                                      | 42° 00′ 18″ N, 1° 29′ 51″ E / 42.004926°N,1.497524°E 692 msnm                         |                             | Font dels Frares (Solsona)                | Modifica les dades a Wikidata |

## granja
| imatge | Nom                    | Ubicat a | instància de | Detalls | coordenades                                                                  | Protecció | Commons (més fotos) | Dades a WD                    |
| ------ | ---------------------- | -------- | ------------ | ------- | ---------------------------------------------------------------------------- | --------- | ------------------- | ----------------------------- |
|        | Cabana del Geli        | Solsona  | granja       |         | 42° 00′ 03″ N, 1° 31′ 18″ E / 42.0008731215867°N,1.52179734426764°E 704 msnm |           |                     | Modifica les dades a Wikidata |
|        | Granges del Pinallet   | Solsona  | granja       |         | 41° 58′ 26″ N, 1° 30′ 44″ E / 41.9739563945811°N,1.51229383016758°E 686 msnm |           |                     | Modifica les dades a Wikidata |
|        | Granja de Cal Sensades | Solsona  | granja       |         | 41° 59′ 10″ N, 1° 29′ 46″ E / 41.9861096814993°N,1.49599176340939°E 730 msnm |           |                     | Modifica les dades a Wikidata |
|        | Granja del Senador     | Solsona  | granja       |         | 41° 59′ 29″ N, 1° 32′ 44″ E / 41.9915055134859°N,1.54568870998212°E 678 msnm |           |                     | Modifica les dades a Wikidata |

## indret
| imatge | Nom                         | Ubicat a      | instància de | Detalls      | coordenades                                                           | Protecció | Commons (més fotos)         | Dades a WD                    |
| ------ | --------------------------- | ------------- | ------------ | ------------ | --------------------------------------------------------------------- | --------- | --------------------------- | ----------------------------- |
|        | Costa de Vilafranca         | Solsona Olius | indret       | Llarg: 0.8km | 41° 58′ 18″ N, 1° 29′ 40″ E / 41.97177778°N,1.49441667°E 750 890 msnm |           |                             | Modifica les dades a Wikidata |
|        | Partida de Sant Pere Màrtir | Solsona       | indret       |              | 42° 00′ 11″ N, 1° 30′ 19″ E / 42.003027°N,1.505229°E                  |           | Partida de Sant Pere Màrtir | Modifica les dades a Wikidata |
|        | Vinyet de Solsona           | Solsona       | indret       |              | 41° 59′ 48″ N, 1° 31′ 18″ E / 41.996585°N,1.521673°E                  |           | Vinyet de Solsona           | Modifica les dades a Wikidata |

## masia
| imatge | Nom                          | Ubicat a | instància de | Detalls                                  | coordenades                                                                                   | Protecció                   | Commons (més fotos)      | Dades a WD                    |
| ------ | ---------------------------- | -------- | ------------ | ---------------------------------------- | --------------------------------------------------------------------------------------------- | --------------------------- | ------------------------ | ----------------------------- |
|        | Aubet                        | Solsona  | masia        |                                          | 41° 58′ 56″ N, 1° 32′ 50″ E / 41.982249343999°N,1.54729963454371°E 693 msnm                   |                             |                          | Modifica les dades a Wikidata |
|        | Ca l'Alguer                  | Solsona  | masia        |                                          | 42° 00′ 43″ N, 1° 30′ 28″ E / 42.0119141721984°N,1.50782271692248°E 700 msnm                  |                             |                          | Modifica les dades a Wikidata |
|        | Ca l'Arnau                   | Solsona  | masia        |                                          | 41° 58′ 29″ N, 1° 30′ 02″ E / 41.9748485214529°N,1.50056561699322°E 729 msnm                  |                             |                          | Modifica les dades a Wikidata |
|        | Ca l'Espolsa                 | Solsona  | masia        |                                          | 42° 00′ 14″ N, 1° 31′ 20″ E / 42.0038333177787°N,1.52227218742583°E 718 msnm                  |                             |                          | Modifica les dades a Wikidata |
|        | Ca l'Estevet                 | Solsona  | masia        |                                          | 41° 58′ 59″ N, 1° 32′ 23″ E / 41.983127°N,1.539827°E 667 msnm                                 |                             |                          | Modifica les dades a Wikidata |
|        | Ca l'Hilari                  | Solsona  | masia        |                                          | 41° 58′ 39″ N, 1° 30′ 17″ E / 41.9774604863244°N,1.5047167724878°E 721 msnm                   |                             |                          | Modifica les dades a Wikidata |
|        | Ca l'Oriol                   | Solsona  | masia        |                                          | 42° 00′ 02″ N, 1° 31′ 47″ E / 42.0006413907155°N,1.52969938001823°E 659 msnm                  |                             |                          | Modifica les dades a Wikidata |
|        | Ca l'Oriola                  | Solsona  | masia        |                                          | 41° 59′ 52″ N, 1° 31′ 01″ E / 41.9977137339629°N,1.51705300580303°E 665 msnm                  |                             |                          | Modifica les dades a Wikidata |
|        | Cabana Blanca                | Solsona  | masia        |                                          | 42° 00′ 40″ N, 1° 30′ 51″ E / 42.0110671597539°N,1.51403770342397°E 709 msnm                  |                             |                          | Modifica les dades a Wikidata |
|        | Cabana Negra                 | Solsona  | masia        |                                          | 42° 00′ 45″ N, 1° 30′ 46″ E / 42.012622°N,1.512741°E 706 msnm                                 |                             |                          | Modifica les dades a Wikidata |
|        | Cabana de Pallarès           | Solsona  | masia        |                                          | 42° 00′ 13″ N, 1° 30′ 13″ E / 42.0036268934661°N,1.50356074856759°E 708 msnm                  |                             |                          | Modifica les dades a Wikidata |
|        | Cabana de l'Estany           | Solsona  | masia        |                                          | 41° 59′ 18″ N, 1° 32′ 25″ E / 41.9882919537166°N,1.54014834571267°E 683 msnm                  |                             |                          | Modifica les dades a Wikidata |
|        | Cabana del Llac              | Solsona  | masia        |                                          | 42° 00′ 54″ N, 1° 30′ 29″ E / 42.0150611327731°N,1.50811145634743°E 697 msnm                  |                             | Cabana del Llac          | Modifica les dades a Wikidata |
|        | Cabana del Nofre             | Solsona  | masia        |                                          | 41° 59′ 43″ N, 1° 31′ 47″ E / 41.9953205134026°N,1.52984602730885°E 679 msnm                  |                             |                          | Modifica les dades a Wikidata |
|        | Cabana del Pensí             | Solsona  | masia        |                                          | 42° 00′ 08″ N, 1° 30′ 13″ E / 42.0021684700488°N,1.50360700411147°E 701 msnm                  |                             |                          | Modifica les dades a Wikidata |
|        | Cabana del Silo              | Solsona  | masia        |                                          | 41° 59′ 47″ N, 1° 31′ 45″ E / 41.9964009918324°N,1.52912088496025°E 678 msnm                  |                             |                          | Modifica les dades a Wikidata |
|        | Cal Barceló                  | Solsona  | masia        |                                          | 41° 58′ 34″ N, 1° 30′ 56″ E / 41.9761420727377°N,1.51555007254747°E 683 msnm                  |                             |                          | Modifica les dades a Wikidata |
|        | Cal Baster                   | Solsona  | masia        |                                          | 41° 59′ 02″ N, 1° 30′ 28″ E / 41.983779°N,1.507735°E 687 msnm                                 |                             |                          | Modifica les dades a Wikidata |
|        | Cal Benet                    | Solsona  | masia        |                                          | 41° 59′ 08″ N, 1° 31′ 25″ E / 41.9856413951533°N,1.52374326670196°E 661 msnm                  |                             |                          | Modifica les dades a Wikidata |
|        | Cal Bepis                    | Solsona  | masia        |                                          | 42° 00′ 23″ N, 1° 31′ 13″ E / 42.0063°N,1.52031°E 712 msnm                                    |                             |                          | Modifica les dades a Wikidata |
|        | Cal Billot                   | Solsona  | masia        |                                          | 42° 00′ 54″ N, 1° 30′ 15″ E / 42.0148671008888°N,1.50427547355743°E 730 msnm                  |                             |                          | Modifica les dades a Wikidata |
|        | Cal Borràs                   | Solsona  | masia        |                                          | 41° 58′ 39″ N, 1° 29′ 57″ E / 41.9776148681634°N,1.49929370635799°E 754 msnm                  |                             |                          | Modifica les dades a Wikidata |
|        | Cal Callet                   | Solsona  | masia        |                                          | 42° 00′ 17″ N, 1° 32′ 01″ E / 42.0047426325364°N,1.53348107538655°E 672 msnm                  |                             |                          | Modifica les dades a Wikidata |
|        | Cal Carbassa                 | Solsona  | masia        |                                          | 42° 00′ 21″ N, 1° 31′ 05″ E / 42.0059690629873°N,1.51817748594036°E                           |                             |                          | Modifica les dades a Wikidata |
|        | Cal Carota                   | Solsona  | masia        |                                          | 41° 59′ 07″ N, 1° 31′ 20″ E / 41.9851707106753°N,1.52216070544861°E 677 msnm                  |                             |                          | Modifica les dades a Wikidata |
|        | Cal Cau                      | Solsona  | masia        |                                          | 41° 58′ 56″ N, 1° 30′ 43″ E / 41.9821663242355°N,1.51199405322372°E 689 msnm                  |                             |                          | Modifica les dades a Wikidata |
|        | Cal Cisteller                | Solsona  | masia        |                                          | 41° 58′ 47″ N, 1° 32′ 18″ E / 41.979821°N,1.538341°E 679 msnm                                 |                             |                          | Modifica les dades a Wikidata |
|        | Cal Coix                     | Solsona  | masia        |                                          | 41° 59′ 23″ N, 1° 32′ 21″ E / 41.98980556°N,1.539275°E 694 msnm                               |                             |                          | Modifica les dades a Wikidata |
|        | Cal Cots                     | Solsona  | masia        |                                          | 42° 00′ 11″ N, 1° 31′ 02″ E / 42.0030190640606°N,1.51709883975397°E 675 msnm                  |                             |                          | Modifica les dades a Wikidata |
|        | Cal Fanta                    | Solsona  | masia        |                                          | 42° 00′ 27″ N, 1° 31′ 17″ E / 42.00757711376°N,1.52135230473808°E 728 msnm                    |                             |                          | Modifica les dades a Wikidata |
|        | Cal Fanteta                  | Solsona  | masia        |                                          | 41° 59′ 15″ N, 1° 32′ 09″ E / 41.9875423987312°N,1.53574714035952°E 670 msnm                  |                             |                          | Modifica les dades a Wikidata |
|        | Cal Felip                    | Solsona  | masia        |                                          | 41° 58′ 50″ N, 1° 30′ 53″ E / 41.9805°N,1.51462°E 687 msnm                                    |                             |                          | Modifica les dades a Wikidata |
|        | Cal Folia                    | Solsona  | masia        |                                          | 42° 00′ 03″ N, 1° 31′ 30″ E / 42.0008437983689°N,1.52511849901035°E 667 msnm                  |                             |                          | Modifica les dades a Wikidata |
|        | Cal Foradat                  | Solsona  | masia        |                                          | 41° 59′ 47″ N, 1° 32′ 14″ E / 41.9962780229059°N,1.53711644012134°E 645 msnm                  |                             |                          | Modifica les dades a Wikidata |
|        | Cal Francisquet              | Solsona  | masia        |                                          | 42° 00′ 27″ N, 1° 31′ 53″ E / 42.0075086176013°N,1.53144919377873°E 684 msnm                  |                             |                          | Modifica les dades a Wikidata |
|        | Cal Garril                   | Solsona  | masia        |                                          | 41° 58′ 53″ N, 1° 31′ 09″ E / 41.9813684423319°N,1.51924302546488°E 687 msnm                  |                             |                          | Modifica les dades a Wikidata |
|        | Cal Gengildes                | Solsona  | masia        | Estat: ruïnós                            | 42° 00′ 39″ N, 1° 31′ 56″ E / 42.0109395954233°N,1.53211899626126°E 686 msnm                  |                             |                          | Modifica les dades a Wikidata |
|        | Cal Gilabertó                | Solsona  | masia        |                                          | 41° 58′ 36″ N, 1° 32′ 05″ E / 41.976596°N,1.534767°E 650 msnm                                 |                             |                          | Modifica les dades a Wikidata |
|        | Cal Graell                   | Solsona  | masia        |                                          | 41° 59′ 51″ N, 1° 31′ 02″ E / 41.997411352517°N,1.5173497988077°E 662 msnm                    |                             |                          | Modifica les dades a Wikidata |
|        | Cal Gras                     | Solsona  | masia        |                                          | 42° 00′ 20″ N, 1° 31′ 11″ E / 42.0056114730201°N,1.51977973292058°E 697 msnm                  |                             |                          | Modifica les dades a Wikidata |
|        | Cal Grill                    | Solsona  | masia        |                                          | 42° 00′ 28″ N, 1° 30′ 59″ E / 42.0076737418199°N,1.51627825262457°E 692 msnm                  |                             |                          | Modifica les dades a Wikidata |
|        | Cal Janet                    | Solsona  | masia        |                                          | 41° 58′ 40″ N, 1° 30′ 05″ E / 41.9778146291896°N,1.50148577171287°E 734 msnm                  |                             |                          | Modifica les dades a Wikidata |
|        | Cal Jep                      | Solsona  | masia        |                                          | 41° 59′ 22″ N, 1° 29′ 51″ E / 41.989379°N,1.497379°E 733 msnm                                 |                             |                          | Modifica les dades a Wikidata |
|        | Cal Joan                     | Solsona  | masia        |                                          | 42° 00′ 32″ N, 1° 30′ 34″ E / 42.0088270724042°N,1.50936814783706°E 699 msnm                  |                             | Cal Joan (Solsona)       | Modifica les dades a Wikidata |
|        | Cal Llera                    | Solsona  | masia        |                                          | 42° 00′ 29″ N, 1° 30′ 50″ E / 42.0079582543328°N,1.51390478334491°E 684 msnm                  |                             |                          | Modifica les dades a Wikidata |
|        | Cal Llucianet                | Solsona  | masia        |                                          | 41° 59′ 09″ N, 1° 30′ 51″ E / 41.9857°N,1.51423°E 672 msnm                                    |                             |                          | Modifica les dades a Wikidata |
|        | Cal Marduix                  | Solsona  | masia        |                                          | 41° 58′ 52″ N, 1° 31′ 10″ E / 41.9811636926542°N,1.5194288312815°E 685 msnm                   |                             |                          | Modifica les dades a Wikidata |
|        | Cal Mento                    | Solsona  | masia        | Estil: arquitectura popular 19th century | 42° 00′ 09″ N, 1° 30′ 33″ E / 42.0026°N,1.50921°E ca:Partida Sant Pere Màrtir 712 msnm        |                             |                          | Modifica les dades a Wikidata |
|        | Cal Mestre                   | Solsona  | masia        |                                          | 41° 59′ 00″ N, 1° 32′ 26″ E / 41.9832533771738°N,1.54054110912282°E 667 msnm                  |                             |                          | Modifica les dades a Wikidata |
|        | Cal Miró                     | Solsona  | masia        |                                          | 41° 59′ 13″ N, 1° 31′ 10″ E / 41.9868631774791°N,1.51930882268086°E 694 msnm                  |                             |                          | Modifica les dades a Wikidata |
|        | Cal Moset                    | Solsona  | masia        |                                          | 42° 00′ 08″ N, 1° 30′ 05″ E / 42.0021483354365°N,1.50137365786463°E 695 msnm                  |                             |                          | Modifica les dades a Wikidata |
|        | Cal Pallargues               | Solsona  | masia        |                                          | 42° 00′ 32″ N, 1° 30′ 26″ E / 42.008847°N,1.507166°E 713 msnm                                 |                             | Cal Pallargues (Solsona) | Modifica les dades a Wikidata |
|        | Cal Parcerissa               | Solsona  | masia        |                                          | 41° 58′ 54″ N, 1° 32′ 54″ E / 41.9816851628339°N,1.54826605822591°E 698 msnm                  |                             |                          | Modifica les dades a Wikidata |
|        | Cal Pardaler                 | Solsona  | masia        |                                          | 41° 59′ 09″ N, 1° 31′ 50″ E / 41.9857843046622°N,1.53066906979845°E 653 msnm                  |                             |                          | Modifica les dades a Wikidata |
|        | Cal Passacostes              | Solsona  | masia        |                                          | 41° 59′ 11″ N, 1° 32′ 46″ E / 41.9865223126886°N,1.54618844893747°E 686 msnm                  |                             |                          | Modifica les dades a Wikidata |
|        | Cal Pastor                   | Solsona  | masia        |                                          | 42° 00′ 24″ N, 1° 31′ 55″ E / 42.0066499776595°N,1.5319157411546°E                            |                             |                          | Modifica les dades a Wikidata |
|        | Cal Pateto                   | Solsona  | masia        |                                          | 41° 59′ 20″ N, 1° 31′ 22″ E / 41.9889167176849°N,1.52281045173733°E 668 msnm                  |                             |                          | Modifica les dades a Wikidata |
|        | Cal Pau Tindons              | Solsona  | masia        |                                          | 41° 59′ 43″ N, 1° 31′ 52″ E / 41.995304°N,1.531032°E 679 msnm                                 |                             |                          | Modifica les dades a Wikidata |
|        | Cal Pinyana                  | Solsona  | masia        |                                          | 42° 00′ 06″ N, 1° 29′ 42″ E / 42.0017510765841°N,1.49510418200603°E 726 msnm                  |                             |                          | Modifica les dades a Wikidata |
|        | Cal Ponet                    | Solsona  | masia        |                                          | 41° 59′ 03″ N, 1° 32′ 46″ E / 41.9840282640104°N,1.54624520006836°E 684 msnm                  |                             |                          | Modifica les dades a Wikidata |
|        | Cal Porrons                  | Solsona  | masia        |                                          | 42° 00′ 24″ N, 1° 30′ 33″ E / 42.0066452216337°N,1.50918965799138°E 710 msnm                  |                             |                          | Modifica les dades a Wikidata |
|        | Cal Pujarnau                 | Solsona  | masia        |                                          | 42° 00′ 25″ N, 1° 30′ 51″ E / 42.0069616659391°N,1.51414534350097°E 672 msnm                  |                             |                          | Modifica les dades a Wikidata |
|        | Cal Quatre                   | Solsona  | masia        |                                          | 41° 59′ 07″ N, 1° 32′ 37″ E / 41.985397°N,1.543533°E 685 msnm                                 |                             |                          | Modifica les dades a Wikidata |
|        | Cal Ramon                    | Solsona  | masia        |                                          | 41° 59′ 57″ N, 1° 31′ 58″ E / 41.9992923592491°N,1.53266446440232°E 642 msnm                  |                             |                          | Modifica les dades a Wikidata |
|        | Cal Rocafort                 | Solsona  | masia        |                                          | 42° 00′ 30″ N, 1° 31′ 42″ E / 42.0083153763171°N,1.52833921072095°E 721 msnm                  |                             |                          | Modifica les dades a Wikidata |
|        | Cal Roig                     | Solsona  | masia        |                                          | 41° 59′ 13″ N, 1° 32′ 27″ E / 41.9868872643148°N,1.54088061066603°E 675 msnm                  |                             |                          | Modifica les dades a Wikidata |
|        | Cal Roure                    | Solsona  | masia        |                                          | 41° 59′ 57″ N, 1° 30′ 59″ E / 41.9992634089404°N,1.5164012367555°E 673 msnm                   |                             |                          | Modifica les dades a Wikidata |
|        | Cal Sabató                   | Solsona  | masia        |                                          | 41° 59′ 14″ N, 1° 31′ 54″ E / 41.9872655023268°N,1.53169732990128°E 660 msnm                  |                             |                          | Modifica les dades a Wikidata |
|        | Cal Santandreu               | Solsona  | masia        |                                          | 42° 00′ 08″ N, 1° 31′ 26″ E / 42.0022243146528°N,1.52391536338923°E 695 msnm                  |                             |                          | Modifica les dades a Wikidata |
|        | Cal Sarri                    | Solsona  | masia        |                                          | 42° 00′ 20″ N, 1° 30′ 29″ E / 42.0055121461863°N,1.50793613154853°E 720 msnm                  |                             |                          | Modifica les dades a Wikidata |
|        | Cal Sastre Quel              | Solsona  | masia        |                                          | 42° 00′ 30″ N, 1° 31′ 33″ E / 42.0084°N,1.52591°E 724 msnm                                    |                             |                          | Modifica les dades a Wikidata |
|        | Cal Segarra                  | Solsona  | masia        |                                          | 42° 00′ 02″ N, 1° 30′ 07″ E / 42.0005425256419°N,1.50185809827349°E 700 msnm                  |                             |                          | Modifica les dades a Wikidata |
|        | Cal Serra                    | Solsona  | masia        |                                          | 42° 00′ 33″ N, 1° 31′ 21″ E / 42.0092054030427°N,1.52260672469097°E 752 msnm                  |                             |                          | Modifica les dades a Wikidata |
|        | Cal Soca                     | Solsona  | masia        |                                          | 42° 00′ 04″ N, 1° 29′ 45″ E / 42.001°N,1.4959°E 712 msnm                                      |                             |                          | Modifica les dades a Wikidata |
|        | Cal Soler                    | Solsona  | masia        |                                          | 41° 59′ 36″ N, 1° 32′ 02″ E / 41.9933176909096°N,1.53380379282672°E 684 msnm                  |                             |                          | Modifica les dades a Wikidata |
|        | Cal Sotaterra                | Solsona  | masia        |                                          | 41° 59′ 49″ N, 1° 31′ 05″ E / 41.996886°N,1.51801°E 658 msnm                                  |                             |                          | Modifica les dades a Wikidata |
|        | Cal Teixidor de Sant Bernat  | Solsona  | masia        |                                          | 41° 58′ 32″ N, 1° 29′ 48″ E / 41.9754383788998°N,1.49677398091883°E 777 msnm                  |                             |                          | Modifica les dades a Wikidata |
|        | Cal Teixidor de Santa Llúcia | Solsona  | masia        |                                          | 41° 59′ 49″ N, 1° 32′ 21″ E / 41.9969069479331°N,1.53911834523817°E 643 msnm                  |                             |                          | Modifica les dades a Wikidata |
|        | Cal Teto                     | Solsona  | masia        |                                          | 42° 00′ 08″ N, 1° 31′ 08″ E / 42.0021037291051°N,1.51875018155682°E 887 msnm                  |                             |                          | Modifica les dades a Wikidata |
|        | Cal Titarro                  | Solsona  | masia        |                                          | 41° 58′ 46″ N, 1° 31′ 33″ E / 41.979553°N,1.525966°E 673 msnm                                 |                             |                          | Modifica les dades a Wikidata |
|        | Cal Torra                    | Solsona  | masia        |                                          | 41° 59′ 52″ N, 1° 31′ 04″ E / 41.9977505678245°N,1.5178128042276°E 666 msnm                   |                             |                          | Modifica les dades a Wikidata |
|        | Cal Tribulet                 | Solsona  | masia        |                                          | 42° 00′ 17″ N, 1° 32′ 00″ E / 42.004625°N,1.533472°E 672 msnm                                 |                             |                          | Modifica les dades a Wikidata |
|        | Cal Trillo                   | Solsona  | masia        |                                          | 41° 59′ 13″ N, 1° 32′ 11″ E / 41.9868749684681°N,1.53637810085295°E 673 msnm                  |                             |                          | Modifica les dades a Wikidata |
|        | Cal Trinxet                  | Solsona  | masia        |                                          | 42° 00′ 17″ N, 1° 31′ 06″ E / 42.004714°N,1.518371°E 684 msnm                                 |                             |                          | Modifica les dades a Wikidata |
|        | Cal Trinxet de la Costa      | Solsona  | masia        |                                          | 42° 00′ 28″ N, 1° 30′ 23″ E / 42.0077°N,1.50639°E 756 msnm                                    |                             |                          | Modifica les dades a Wikidata |
|        | Cal Vall-llonga              | Solsona  | masia        |                                          | 42° 00′ 31″ N, 1° 30′ 43″ E / 42.0086633018696°N,1.51201660073768°E 691 msnm                  |                             |                          | Modifica les dades a Wikidata |
|        | Cal Vilars                   | Solsona  | masia        |                                          | 42° 00′ 09″ N, 1° 31′ 34″ E / 42.002594689086°N,1.52610441291773°E 662 msnm                   |                             |                          | Modifica les dades a Wikidata |
|        | Cal Viudo                    | Solsona  | masia        |                                          | 42° 00′ 40″ N, 1° 31′ 59″ E / 42.011088°N,1.533125°E 680 msnm                                 |                             |                          | Modifica les dades a Wikidata |
|        | Cal Xacó                     | Solsona  | masia        |                                          | 41° 58′ 40″ N, 1° 31′ 03″ E / 41.97785278°N,1.51737472°E 686 msnm                             |                             |                          | Modifica les dades a Wikidata |
|        | Cal Xerill                   | Solsona  | masia        |                                          | 41° 58′ 49″ N, 1° 31′ 26″ E / 41.9803108948411°N,1.52384227981559°E 681 msnm                  |                             |                          | Modifica les dades a Wikidata |
|        | Cal Xort                     | Solsona  | masia        |                                          | 42° 00′ 17″ N, 1° 31′ 50″ E / 42.00478°N,1.530446°E 705 msnm                                  |                             |                          | Modifica les dades a Wikidata |
|        | Can Mascaró                  | Solsona  | masia        |                                          | 42° 00′ 42″ N, 1° 31′ 09″ E / 42.01158333°N,1.51903111°E 716 msnm                             |                             |                          | Modifica les dades a Wikidata |
|        | Caputxins Vells              | Solsona  | masia        | Estil: arquitectura popular 16th century | 41° 59′ 34″ N, 1° 30′ 16″ E / 41.9928°N,1.50453°E ca:Carretera de Sant Climenç, km 2 741 msnm | bé cultural d'interès local | Els Caputxins Vells      | Modifica les dades a Wikidata |
|        | Caseta de les Comes          | Solsona  | masia        |                                          | 41° 59′ 27″ N, 1° 31′ 50″ E / 41.990738°N,1.530471°E 674 msnm                                 |                             |                          | Modifica les dades a Wikidata |
|        | Caseta dels Flots            | Solsona  | masia        |                                          | 41° 58′ 43″ N, 1° 32′ 34″ E / 41.9786435713757°N,1.5427828312685°E 696 msnm                   |                             |                          | Modifica les dades a Wikidata |
|        | Godés                        | Solsona  | masia        |                                          | 41° 58′ 12″ N, 1° 30′ 46″ E / 41.9701342127466°N,1.51272071077682°E 700 msnm                  |                             |                          | Modifica les dades a Wikidata |
|        | Mas Vent Serè                | Solsona  | masia        |                                          | 42° 00′ 33″ N, 1° 31′ 24″ E / 42.0091436280526°N,1.52340517226083°E 745 msnm                  |                             |                          | Modifica les dades a Wikidata |
|        | Pallarès Vell                | Solsona  | masia        |                                          | 42° 00′ 13″ N, 1° 30′ 23″ E / 42.0035°N,1.50631°E 710 msnm                                    |                             |                          | Modifica les dades a Wikidata |
|        | Torre Caïm                   | Solsona  | masia        |                                          | 41° 59′ 44″ N, 1° 30′ 29″ E / 41.995662042998°N,1.5081542042897°E 724 msnm                    |                             |                          | Modifica les dades a Wikidata |
|        | Torre dels Ametllers         | Solsona  | masia        |                                          | 41° 59′ 27″ N, 1° 32′ 45″ E / 41.9908°N,1.54579°E 693 msnm                                    |                             |                          | Modifica les dades a Wikidata |
|        | Torre dels Martins           | Solsona  | masia        |                                          | 41° 59′ 57″ N, 1° 31′ 18″ E / 41.9992679818159°N,1.52164131473978°E 680 msnm                  |                             |                          | Modifica les dades a Wikidata |
|        | Vilafranca                   | Solsona  | masia        |                                          | 41° 58′ 17″ N, 1° 29′ 50″ E / 41.9714812168364°N,1.49720497573732°E 773 msnm                  |                             |                          | Modifica les dades a Wikidata |
|        | Xarandet                     | Solsona  | masia        |                                          | 41° 58′ 39″ N, 1° 31′ 37″ E / 41.9776119038287°N,1.52687386108506°E 668 msnm                  |                             |                          | Modifica les dades a Wikidata |
|        | el Guix                      | Solsona  | masia        |                                          | 41° 58′ 53″ N, 1° 32′ 47″ E / 41.98148°N,1.546321°E 697 msnm                                  |                             |                          | Modifica les dades a Wikidata |
|        | l'Ordal                      | Solsona  | masia        |                                          | 41° 59′ 34″ N, 1° 32′ 23″ E / 41.9929165048101°N,1.53977704740592°E 694 msnm                  |                             |                          | Modifica les dades a Wikidata |
|        | l'Àliga                      | Solsona  | masia        |                                          | 41° 58′ 34″ N, 1° 30′ 49″ E / 41.976222°N,1.513561°E 692 msnm                                 |                             |                          | Modifica les dades a Wikidata |
|        | la Casanova                  | Solsona  | masia        |                                          | 42° 00′ 18″ N, 1° 31′ 26″ E / 42.005071491778°N,1.52400651698463°E 700 msnm                   |                             |                          | Modifica les dades a Wikidata |
|        | la Maçana                    | Solsona  | masia        |                                          | 41° 58′ 56″ N, 1° 32′ 44″ E / 41.982101590034°N,1.54558892212785°E 689 msnm                   |                             |                          | Modifica les dades a Wikidata |
|        | la Ribereta                  | Solsona  | masia        |                                          | 42° 00′ 55″ N, 1° 30′ 12″ E / 42.0153°N,1.50331°E 692 msnm                                    |                             |                          | Modifica les dades a Wikidata |
|        | la Teuleria                  | Solsona  | masia        |                                          | 42° 00′ 19″ N, 1° 29′ 51″ E / 42.00541°N,1.497506°E 698 msnm                                  |                             |                          | Modifica les dades a Wikidata |
|        | la Torreta                   | Solsona  | masia        |                                          | 41° 59′ 27″ N, 1° 30′ 06″ E / 41.990949°N,1.501692°E 712 msnm                                 |                             |                          | Modifica les dades a Wikidata |
|        | les Comes d'Olius            | Solsona  | masia        | Estil: arquitectura popular 11st century | 41° 59′ 25″ N, 1° 31′ 50″ E / 41.990245°N,1.530573°E ca:Partida de Santa Llúcia 674 msnm      | bé cultural d'interès local | Les Comes d'Olius        | Modifica les dades a Wikidata |

## muntanya
| imatge | Nom                     | Ubicat a      | instància de | Detalls | coordenades                                                       | Protecció | Commons (més fotos)     | Dades a WD                    |
| ------ | ----------------------- | ------------- | ------------ | ------- | ----------------------------------------------------------------- | --------- | ----------------------- | ----------------------------- |
|        | Serrat de Sant Bartomeu | Solsona Olius | muntanya     |         | 42° 00′ 49″ N, 1° 31′ 45″ E / 42.01369167°N,1.52903333°E 869 msnm |           | Serrat de Sant Bartomeu | Modifica les dades a Wikidata |
|        | la Borda                | Solsona       | muntanya     |         | 42° 00′ 37″ N, 1° 30′ 01″ E / 42.0104°N,1.50017°E 837 msnm        |           |                         | Modifica les dades a Wikidata |

## polígon industrial
| imatge | Nom                               | Ubicat a | instància de       | Detalls | coordenades                                                         | Protecció | Commons (més fotos) | Dades a WD                    |
| ------ | --------------------------------- | -------- | ------------------ | ------- | ------------------------------------------------------------------- | --------- | ------------------- | ----------------------------- |
|        | Polígon industrial Pronisa        | Solsona  | polígon industrial |         | 41° 59′ 25″ N, 1° 32′ 25″ E / 41.9902207518598°N,1.54026120843085°E |           |                     | Modifica les dades a Wikidata |
|        | Polígon industrial dels Ametllers | Solsona  | polígon industrial |         | 41° 59′ 31″ N, 1° 32′ 30″ E / 41.9919219450516°N,1.54159862828512°E |           |                     | Modifica les dades a Wikidata |

## porta de ciutat
| imatge | Nom                | Ubicat a | instància de    | Detalls | coordenades                                                                  | Protecció | Commons (més fotos)          | Dades a WD                    |
| ------ | ------------------ | -------- | --------------- | ------- | ---------------------------------------------------------------------------- | --------- | ---------------------------- | ----------------------------- |
|        | Portal de Llobera  | Solsona  | porta de ciutat |         | 41° 59′ 36″ N, 1° 30′ 58″ E / 41.993415°N,1.515983°E 672 msnm                |           | Portal de Llobera            | Modifica les dades a Wikidata |
|        | Portal del Castell | Solsona  | porta de ciutat |         | 41° 59′ 40″ N, 1° 30′ 56″ E / 41.9945341058442°N,1.51562975118616°E 679 msnm |           | Portal del Castell (Solsona) | Modifica les dades a Wikidata |
|        | Portal del Pont    | Solsona  | porta de ciutat |         | 41° 59′ 41″ N, 1° 31′ 11″ E / 41.9947389231638°N,1.51963332646862°E 661 msnm |           | Portal del Pont (Solsona)    | Modifica les dades a Wikidata |

## Misc
| imatge | Nom                                 | Ubicat a              | instància de                                           | Detalls                                                                                                   | coordenades | Protecció                                            | Commons (més fotos)                 | Dades a WD                    |
| ------ | ----------------------------------- | --------------------- | ------------------------------------------------------ | --- | --- | ---------------------------------------------------- | ----------------------------------- | ----------------------------- |
|        | Cal Llarg                           | Solsona               | nucli de població nucli d'entitat singular de població | 104 hab                                                                                                   | 41° 58′ 55″ N, 1° 30′ 20″ E / 41.98193056°N,1.50553889°E 694 msnm                                              |                                                      | Cal Llarg (Solsona)                 | Modifica les dades a Wikidata |
|        | Campanar d'Isanta                   | Solsona               | torre                                                  | Estil: arquitectura gòtica 15th century                                                                   | 41° 59′ 41″ N, 1° 31′ 02″ E / 41.994694°N,1.517361°E ca:Carrer del Castell, 18 680 msnm                        | bé integrant del patrimoni cultural català           | Torre de les Hores (Solsona)        | Modifica les dades a Wikidata |
|        | Castell de Solsona                  | Solsona               | castell                                                | | 41° 59′ 39″ N, 1° 30′ 56″ E / 41.994228°N,1.515643°E 677 msnm                                                  |                                                      |                                     | Modifica les dades a Wikidata |
|        | Catedral de Solsona                 | Solsona               | catedral catòlica basílica menor                       | Estil: arquitectura gòtica arquitectura romànica arquitectura barroca 12nd century Dedicat a: Verge Maria | 41° 59′ 39″ N, 1° 31′ 10″ E / 41.994167°N,1.519444°E ca:Plaça de la Catedral 664 msnm                          | bé d'interès cultural bé cultural d'interès nacional | Cathedral of Solsona                | Modifica les dades a Wikidata |
|        | Llinda de Ca l'Adroguer Nou         | Solsona               | llinda                                                 | Estil: arquitectura barroca                                                                               | 41° 59′ 41″ N, 1° 31′ 06″ E / 41.994746°N,1.518429°E ca:Carrer de les Terceries, 10 670 msnm                   | bé integrant del patrimoni cultural català           | Llinda de Ca l'Adroguer Nou         | Modifica les dades a Wikidata |
|        | Mare de Déu del Claustre            | Solsona               | advocació de la Mare de Déu obra escultòrica           | Creador: Gilabert de Tolosa 12nd century                                                                  | Catedral de Solsona                                                                                            |                                                      | Mare de Déu del Claustre (Solsona)  | Modifica les dades a Wikidata |
|        | Mesquita de Solsona                 | Solsona               | mesquita                                               | | 41° 59′ 33″ N, 1° 30′ 47″ E / 41.992435°N,1.513108°E 675 msnm                                                  |                                                      |                                     | Modifica les dades a Wikidata |
|        | Museu Diocesà i Comarcal de Solsona | Solsona               | museu diocesà                                          | 1896 | 41° 59′ 39″ N, 1° 31′ 08″ E / 41.994167°N,1.518889°E ca:Plaça del Palau Episcopal, 25280 Solsona, Lleida       |                                                      | Museu Diocesà i Comarcal de Solsona | Modifica les dades a Wikidata |
|        | Palau Episcopal de Solsona          | Solsona               | palau episcopal                                        | Estil: arquitectura neoclàssica 18th century                                                              | 41° 59′ 38″ N, 1° 31′ 09″ E / 41.993994°N,1.519117°E ca:Plaça del Palau 65 msnm                                | bé d'interès cultural bé cultural d'interès nacional | Palau Episcopal de Solsona          | Modifica les dades a Wikidata |
|        | Pedra Maties                        | Solsona               | pedrera                                                | | 41° 58′ 32″ N, 1° 31′ 02″ E / 41.9755960510616°N,1.51720423147308°E                                            |                                                      |                                     | Modifica les dades a Wikidata |
|        | Plaça Major                         | Solsona               | plaça                                                  | Estil: arquitectura gòtica arquitectura neoclàssica 13rd century                                          | 41° 59′ 40″ N, 1° 31′ 06″ E / 41.9944°N,1.51836°E 675 msnm                                                     | bé cultural d'interès local                          | Plaça Major (Solsona)               | Modifica les dades a Wikidata |
|        | Pont de Solsona                     | Solsona               | pont                                                   | Estil: arquitectura popular 18th century Travessa: riu Negre                                              | 41° 59′ 42″ N, 1° 31′ 15″ E / 41.9951°N,1.52072°E ca:Carretera de Manresa 659 msnm                             | bé integrant del patrimoni cultural català           | Pont de Solsona                     | Modifica les dades a Wikidata |
|        | Pont dels Frares                    | Solsona               | aqüeducte pont                                         | Estil: arquitectura popular 18th century                                                                  | 42° 00′ 01″ N, 1° 30′ 13″ E / 42.0004°N,1.50372°E ca:Carretera de Bassella, C-26, km. 102,8 683 msnm           | bé cultural d'interès local                          | Pont dels Frares                    | Modifica les dades a Wikidata |
|        | Porxos de Cal Santantoni            | Solsona               | passatge                                               | Estil: arquitectura gòtica 13rd century                                                                   | 41° 59′ 41″ N, 1° 31′ 03″ E / 41.9946°N,1.51742°E ca:Entre carrer del Castell i la Plaça de Sant Joan 678 msnm | bé cultural d'interès local                          | Porxos de Cal Santantoni            | Modifica les dades a Wikidata |
|        | Porxos del carrer del Castell       | Solsona               | porxe                                                  | | 41° 59′ 40″ N, 1° 31′ 05″ E / 41.994433°N,1.518062°E ca:C. del Castell - c. Mare de Déu 674 msnm               | bé cultural d'interès local                          | Porxos del carrer del Castell       | Modifica les dades a Wikidata |
|        | Pou de gel de Solsona               | Solsona               | pou de neu                                             | Estil: arquitectura popular 16th century                                                                  | 41° 59′ 41″ N, 1° 31′ 11″ E / 41.994839°N,1.519739°E ca:Portal del Pont 659 msnm                               | bé cultural d'interès local                          | Pou de gel (Solsona)                | Modifica les dades a Wikidata |
|        | Recinte murat de Solsona            | Solsona               | muralla urbana                                         | Estil: arquitectura gòtica 14th century                                                                   | 41° 59′ 37″ N, 1° 31′ 02″ E / 41.9937°N,1.51718°E 667 msnm                                                     | bé d'interès cultural bé cultural d'interès nacional | Recinte murat de Solsona            | Modifica les dades a Wikidata |
|        | San Bartolomé                       | Solsona               | vèrtex geodèsic                                        | Alt: 1.2m                                                                                                 | 42° 00′ 49″ N, 1° 31′ 44″ E / 42.013695°N,1.529018°E 870.161 msnm                                              |                                                      |                                     | Modifica les dades a Wikidata |
|        | Serrat Alt                          | Lladurs Olius Solsona | serra                                                  | | 42° 01′ 05″ N, 1° 31′ 34″ E / 42.01815°N,1.526203°E 871 msnm                                                   |                                                      |                                     | Modifica les dades a Wikidata |
|        | Solsona                             | Solsona               | entitat singular de població capital municipal         | 9393 hab                                                                                                  | 41° 59′ 39″ N, 1° 31′ 10″ E / 41.99420581°N,1.51954905°E 664 msnm                                              |                                                      |                                     | Modifica les dades a Wikidata |
|        | cabana del Guix                     | Solsona               | cabana                                                 | | 41° 58′ 53″ N, 1° 32′ 46″ E / 41.9814495116297°N,1.54601417174373°E 695 msnm                                   |                                                      |                                     | Modifica les dades a Wikidata |
|        | carrer de Llobera                   | Solsona               | carrer                                                 | Estil: arquitectura popular                                                                               | 41° 59′ 38″ N, 1° 31′ 02″ E / 41.9939°N,1.51715°E ca:Entre el portal de Llobera i la pl. Major 673 msnm        | bé integrant del patrimoni cultural català           | Carrer de Llobera (Solsona)         | Modifica les dades a Wikidata |
|        | creu de terme de Sant Joan          | Solsona               | creu de terme                                          | | 41° 59′ 39″ N, 1° 31′ 38″ E / 41.994088°N,1.5273°E ca:Carretera de Manresa 673 msnm                            | bé integrant del patrimoni cultural català           | Creu de terme de Sant Joan          | Modifica les dades a Wikidata |
|        | sitja de Solsona                    | Solsona               | sitja                                                  | Estil: tipus MR 1969 Superfície: 750m²                                                                    | 41° 59′ 31″ N, 1° 32′ 17″ E / 41.992028°N,1.538194°E 684 msnm                                                  |                                                      |                                     | Modifica les dades a Wikidata |